# Kirchberg (Ruhpolding)
Der Kirchberg ist eine 706 Meter hohe felsige Anhöhe westlich oberhalb des Ortszentrums der oberbairischen Gemeinde Ruhpolding (Landkreis Traunstein). Auf ihm befindet sich der Bergfriedhof Ruhpolding und die Pfarrkirche St. Georg.

## Geographie

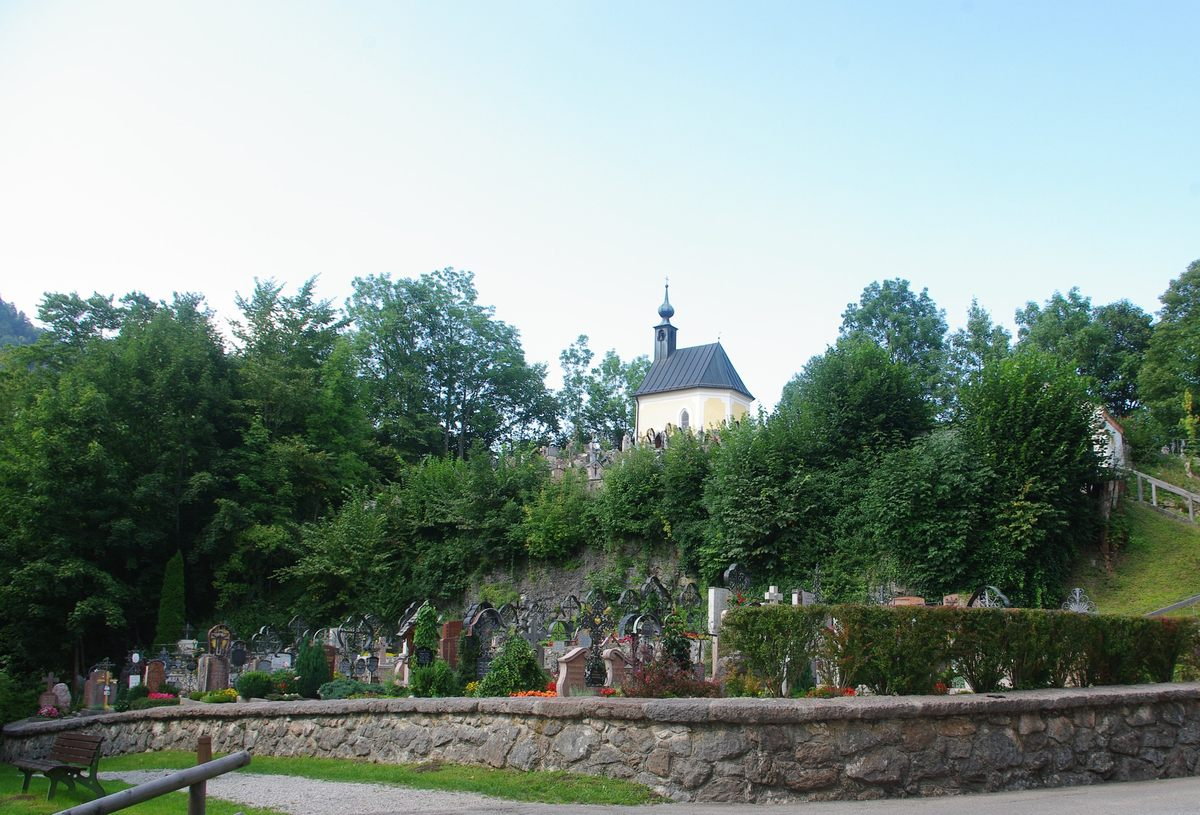
Der Ruhpoldinger Kirchberg von Süden

Der auf seiner Nordseite bewaldete Ruhpoldinger Kirchberg liegt 550 Meter westlich des Ruhpoldinger Ortszentrums (Bahnhof Ruhpolding) und überragt dieses um 50 Meter. Im Gegensatz zum umgebenden Talkessel baut sich der Kirchberg aus anstehendem Gestein auf, das inselartig aus Lockergesteinen aufragt. Die felsige Anhöhe ist etwa 250 Meter lang und 100 Meter breit und in die südsüdöstliche Richtung ausgelängt. Die höchste Erhebung trägt die Friedhofs- oder Gruftkappele des Bergfriedhofs, der den Nordwestteil des Kirchbergs einnimmt. Die Nordwestflanke des Kirchbergs fällt relativ steil zur Vinzenzistraße und zur Maiergschwendter Straße entlang der Nord- und Nordwestseite ab. Die Pfarrkirche hingegen steht auf einer flachen Einsattelung im Südosten, die in einen zum Buchschachen hochführenden Moränenrücken übergeht. Der Kirchberg wird auf seiner West-, Nord- und Ostseite von bebautem Gelände umgeben, nur der Südsüdwestrücken (mit dem Gunezrhainerweg) ist offene Wiesenlandschaft.
Entlang der Westseite fließt der kleine, aus Südwesten kommende Hinterberggraben, der an der Nordwestecke des Kirchbergs rechtsseitig in den Steinbach mündet.

## Zugang
Zum Kirchberg bestehen mehrere Zugänge. Motorisiert oder mit Fahrrad kann die Pfarrkirche und somit der Kirchberg von Süden über den Gunezrhainerweg erreicht werden. Zu Fuß erfolgt der Normalzugang von Osten über die Kirchberggasse, die am Gemeindezentrum und an der Pfarrei vorbeiführt. Am Kirchberg selbst angelangt teilt sich der Anstieg dann in einen Direktzugang zur Pfarrkirche über Stufen und in einen nach links ziehenden Fußweg, der mit einer großen Serpentine am Kriegerdenkmal vorbei die Ostseite der Pfarrkirche erreicht. Hierher gelangt auch ein Fußweg, der von der Maiergschwendter Straße im Westen ausgeht und dabei den Hinterberggraben überquert. Von der Vinzenzistraße im Nordwesten kann über einen landschaftlich schönen Steig der Nordwesteingang der Pfarrkirche erklommen werden. Über Stufen geht es dann schließlich durch den alten Bergfriedhof weiter hoch bis zur Kapelle am Gipfel. Von der Vinzenzistraße besteht ferner eine Querverbindung zur Kirchberggasse, die an der Kreisklinik Vinzentinum (seit 1971) an der Nordostseite des Kirchbergs vorbeiläuft.

## Geologie

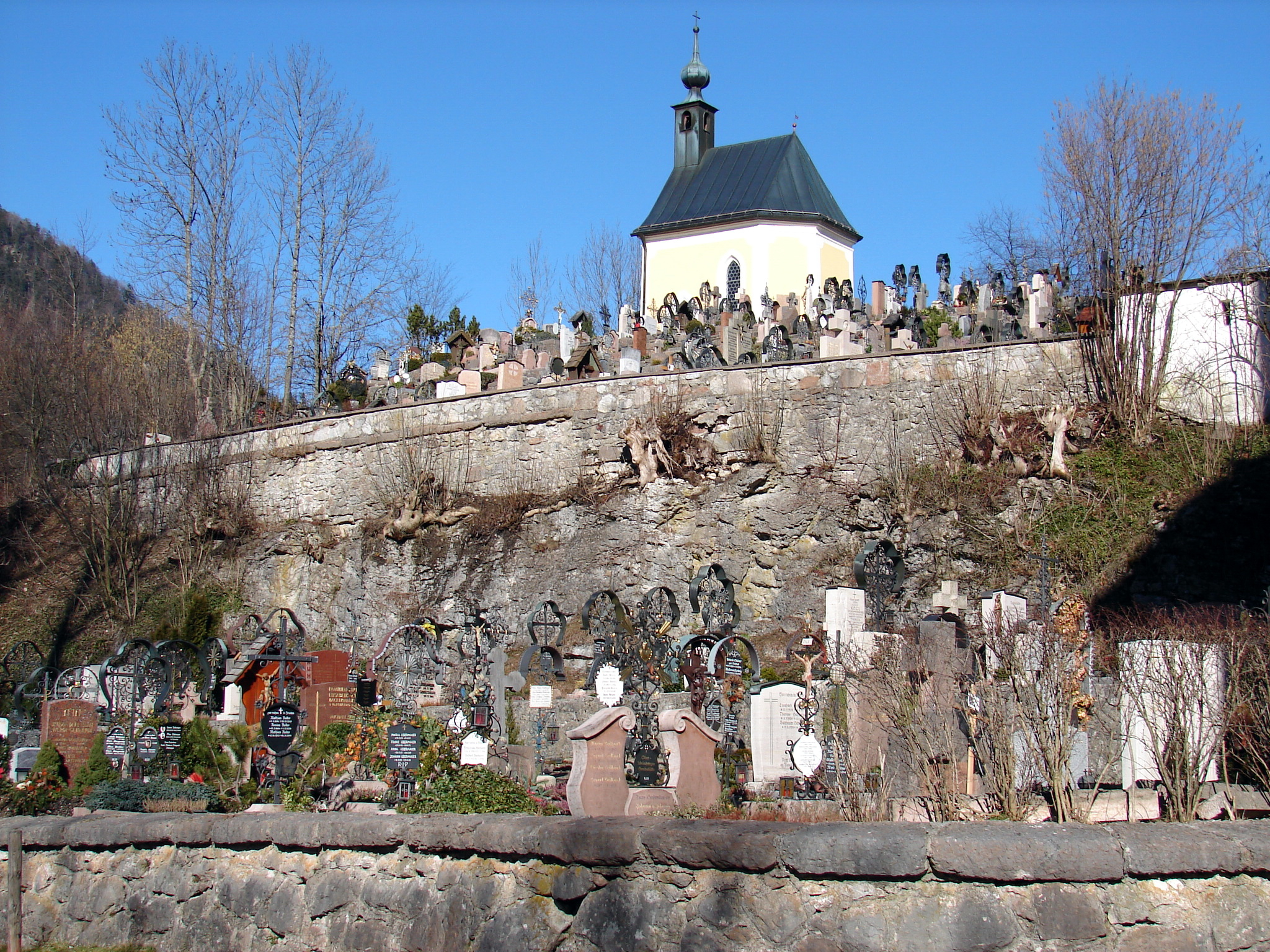
Blick von Süden über den ummauerten alten Bergfriedhof. Im Anstehenden die Ruhpolding-Formation, die Gruftkapelle ruht auf Chiemgau-Schichten.

Das Anstehende des Kirchbergs besteht aus mesozoischen Sedimenten der bajuvarischen Allgäu-Decke. Sie streichen Südost und zeigen relativ steiles Einfallen nach Südwest. Die Sedimente beginnen an der Nordostseite des Kirchbergs mit den mitteljurassischen Chiemgau-Schichten und werden dann nach Südwest von den oberjurassischen Formationen Ruhpolding-Formation und Allgäu-Formation sowie der unterkretazischen Schrambach-Formation abgelöst. Laut der Profilzeichnungen von Klaus Doben bildet die am Kirchberg anstehende Schichtenfolge die Südwestflanke einer Sattelstruktur.
Umgeben wird der Berg von Lockermaterial der Würm-Kaltzeit – Vorstoßschotter des Urschlauer-Achen-Gletschers im Nordwesten gefolgt von Grundmoränenablagerungen desselben Gletschers im Südosten. Nur im äußersten Nordwesten berührt der Kirchberg auch Alluvium des Steinbachs.